# Arthur Penny
Arthur Penny (Arthur William „Nutty“ Penny; * 3. Dezember 1907; † 29. November 2003) war ein britischer Langstreckenläufer.
1934 gewann er für England startend Bronze beim Cross der Nationen und Gold über sechs Meilen bei den British Empire Games in London in 31:00,6 min.